# Osteoporoza
Osteoporoza je bolezen z zmanjšanjem kakovosti in količine kostnine, ki oslabi kosti, da se zlomijo že pri najmanjših poškodbah ali navadnih obremenitvah. Je izrazito vezana na spol, saj je do trikrat pogostejša pri ženskah kot pri moških. Predstavlja pomemben dejavnik tveganja za zlome, zlasti vretenc, kolkov, zapestij in nadlahtnic. Razširjenost osteoporoze v Sloveniji je pri ženskah, starejših od 50
let, 27,5 %, pri moških, starejših od 60 let, pa 14,6 %.

## Dejavniki tveganja
Med dejavniki tveganja za osteoporozo ločimo med genetsko pogojenimi dejavniki, dejavniki življenjskega sloga in nekatere bolezni ter zdravila:
- genetsko pogojeni dejavniki: ženski spol, starost (peri- in postmenopavzalno obdobje pri ženskah), etnični izvor (belci, azijci), družinska obremenjenost (diagnosticirana osteoporoza in/ali osteoporozni zlomi pri sorodnikih v prvem kolenu, zlasti zlom kolka pri starših), drobna telesna konstitucija (ITM pod 18,5) in nizka telesna teža (manj kot 60 kg);
- dejavniki življenjskega sloga: uživanje večjih količin kofeina, kajenje, pretirano uživanje alkohola, pomanjkanje vitamina D, pomanjkanje kalcija in telesna nedejavnost;
- bolezni: npr. revmatoidni artritis;
- zdravila: kortikosteroidi, nekateri antiepileptiki (npr. karbamazepin), zdravila za zdravljenje raka dojke (zaviralci aromataze) in raka prostate (antiandrogeni).

## Preprečevanje
Preventivni ukrepi so najuspešnejši, če se upoštevajo že pred 30. letom starosti, zlasti z uravnoteženo prehrano (vsaj 1000 mg kalcija in 800 enot vitamina D dnevno), redno telesno dejavnostjo in splošnim zdravim načinom življenja (brez kajenja in čezmernega pitja alkoholnih pijač).

## Epidemiologija
V razvitem svetu ima osteoporozo več kot 75 milijonov ljudi, letno pa se v Evropi in ZDA zgodi več kot 2,3 milijona osteoporoznih zlomov. V Sloveniji je razširjenost osteoporoze pri ženskah po 50. letu 27,5 %, pri moških po 60. letu pa 14,6 %. Predstavlja enega večjih zdravstvenih problemov, saj zaradi podaljševanja življenjske dobe število obolelih hitro narašča. Pri starosti 50 let je danes tveganje, da ženska bele rase do konca življenja utrpi
osteoporozni zlom kolka, vretenca ali zapestja 40–53 %, pri moških pa je to tveganje  13–22  %.

## Diagnosticiranje
Po priporočilu SZO je diagnozo osteoporoze možno napraviti z merjenjem mineralne kostne gostote (MKG) z dvojno rentgensko absorpciometrijo (DEXA) ali na osnovi že dokazanih osteoporotičnih zlomov. Razvili so številne metode za merjenje MKG na različnih mestih na okostju, vključno s perifernimi kostmi, kolkom in hrbtenico, in tudi na kožni gubi. Pred pričetkom zdravljenja ugotovljene osteoporoze je treba izključiti sekundarno osteoporozo, pri čemer se uporabljajo naslednje preiskave v serumu oz. krvi: krvna slika, kalcij, fosfat, alkalna fosfataza, kreatinin, proteinogram, aspartat-aminotransferaza (AST), alanin-aminotransferaza (ALT), tirotropin (TSH), pri moških še celokupni testosteron.

## Zdravljenje
Za zdravljenje osteoporoze se danes uporabljamo predvsem antiresorptive, zdravilne učinkovine, ki zavirajo razgradnjo kosti. V
to skupino uvrščamo difosfonate (za zdravljenje osteoporoze se trenutno uporabljajo etidronat,
alendronat in risedronat), hormonsko nadomestno zdravljenje, selektivne modulatorje estrogenskih receptorjev (SERM) in najnovejše biološko zdravilo denozumab. Gradnjo kosti spodbujata osteoanabolno zdravilo teriparatid in v nekoliko manjši meri stroncijev ranelat, ki deluje tudi kot šibek antiresorptiv. Difosfonati so še vedno zdravilo prvega izbora za zdravljenje osteoporoze.